# Estación de Grimsby
Grimsby es una estación de tren en Grimsby, Ontario, Canadá. Es servido por el tren Maple Leaf entre Toronto y la ciudad de Nueva York.
El Maple Leaf es un servicio conjunto de Amtrak-Via Rail: la emisión de boletos es compartida y los trenes constan de equipos de Amtrak, pero son operados en la parte de la ruta Toronto-Niagara Falls por tripulaciones de Via. Anteriormente, la estación contaba con trenes Via adicionales que operaban como parte de los servicios del Corredor, pero se suspendieron en 2012.
La estación es un refugio accesible, sin personal, pero con calefacción junto a las vías que reemplazó a un pequeño cobertizo de madera. El aparcamiento es gratuito.

## Historia

### Estación original (1853)

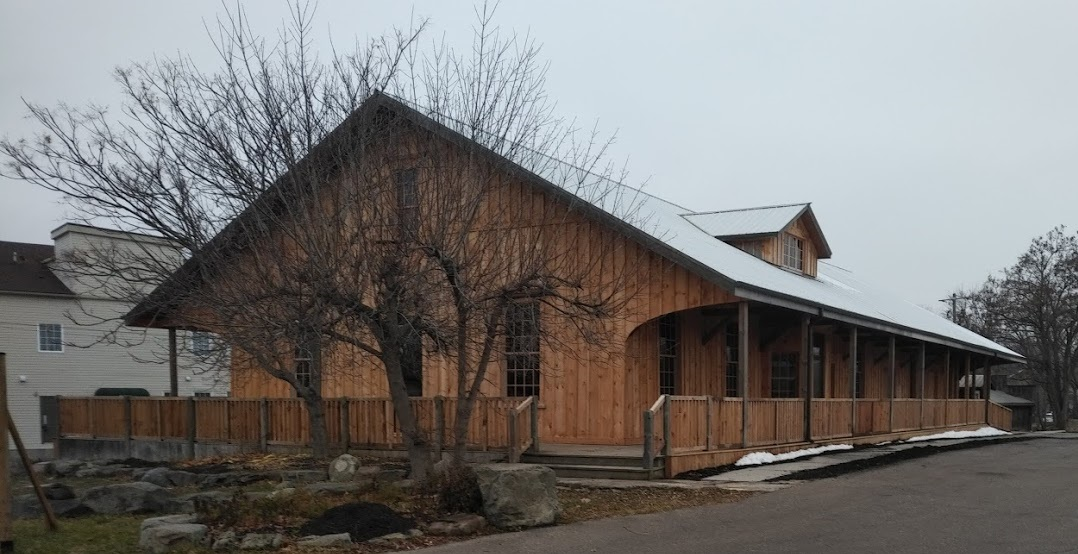
Estación original de GWR en diciembre de 2020.

La estación original de la Great Western Railway, construida en 1853, se alejó más de las vías a fines del siglo XIX, está desocupada a principios de 2021 y fue utilizada más recientemente por Fork Road Pottery desde 1997 hasta 2018. También se había utilizado anteriormente como depósito de frutas y depósito de envasado de carne.

### Otros edificios
La segunda estación GWR se quemó en 1900 y fue reemplazada por una tercera en 1902. Ese edificio histórico de la estación de tren tenía dos torres y fue destruido por un incendio eléctrico en 1994. Ese edificio se utilizó simultáneamente como restaurante entre 1979 y 1994. El actual refugio Via Rail se construyó en los años 90.